# 大辞林

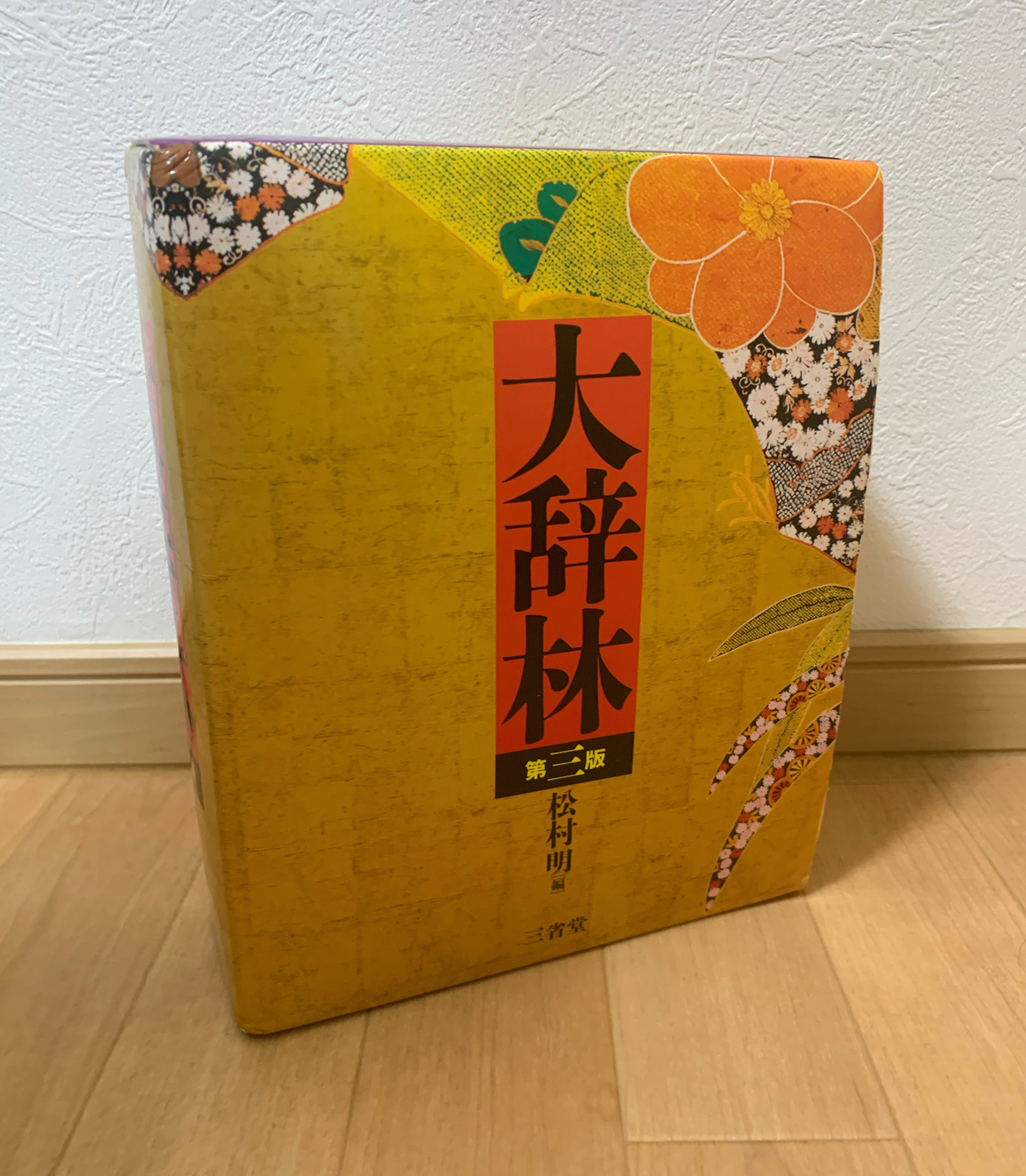
『大辞林』第三版

『大辞林』（だいじりん）は、三省堂が発行する中型国語辞典。中型国語辞典としては、岩波書店の『広辞苑』と並ぶ双璧。1988年初版刊行。13年ぶりの改訂となった2019年刊行の第四版は25万1000語を収録する。
第三版がWeb上でも使えるデュアル・ディクショナリーとして発表されたほか、さまざまなオンライン・サービスやアプリケーションで利用できる。

## 概要

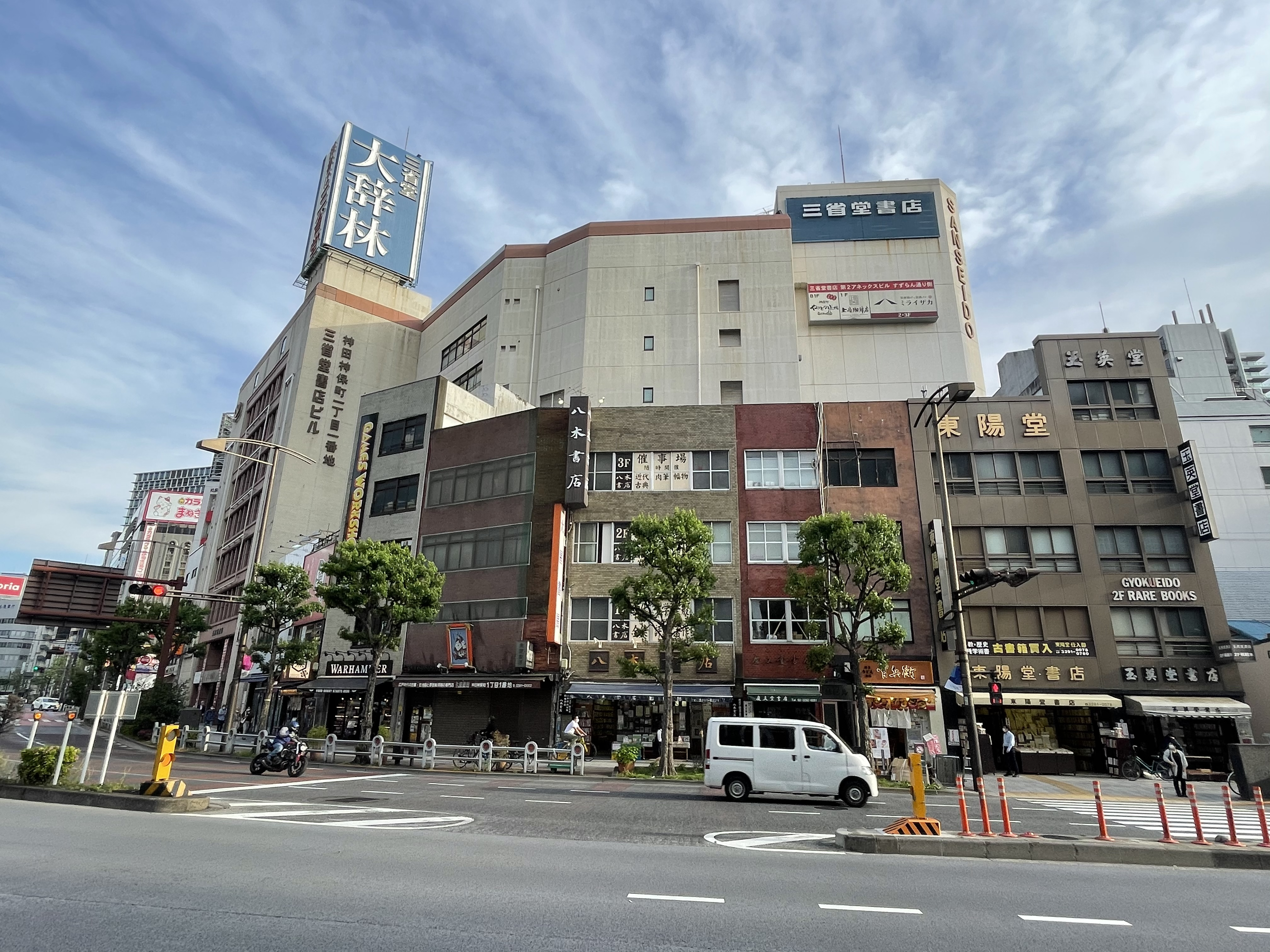
神田神保町の三省堂書店周辺（2021年）。三省堂書店ビルに大辞林の広告を確認できる。ビルは解体済み。

『広辞苑』が歴史的記述優先方式を採るのに対して、現代語義を優先して順に解説する現代語義優先方式に特徴がある。

### 初版
1988年11月3日、初版発行。『広辞苑』に対抗して新しい辞典を出版する企画が持ち上がったのは1959年であった。

### 第二版
1995年11月3日、第二版発行。収録語数は約23万3千語。これに新語を増補し、収録語数を約25万語として、「スーパー大辞林」の名称で、CD-ROMや電子辞書にも収録された。また、Yahoo! JAPANやエキサイトなどのウェブサイトを介してインターネット上で公開されるなど、さまざまなメディアで利用可能になっている。他にも、三省堂WebDictionaryでは「e辞林」の名称で提供されている。

### 第三版
2006年10月27日、第三版発行。収録語数は約23万8千語、総ページ数2,976ページ。新たな試みとして、Webと紙媒体の融合した「デュアル大辞林」を掲げて登場。Web版では新語など、紙の辞書ではすぐに反映できないものも盛り込む。この第三版を大幅に増補した「スーパー大辞林3.0」も電子版として発行された。2015年7月、Web版「デュアル大辞林」が更新され、約26万5千語を収録。増補分の新語には、いつ使われだした語なのか分かるように、タイムスタンプを表示。類語には、意味分類をしたツリー表示が施されている。
2012年5月10日から2020年10月までコトバンクにも提供されていた。

### 第四版
2019年9月5日、第四版発行。収録語数は25万1千語、総ページ数は3,100ページだが、厚さは第三版より薄くなっている。購入者特典としてスマホアプリ「ことまな大辞林」が無償ダウンロードできる。

## 改版履歴
- 1988年（昭和63年）11月3日 - 初版発行[1]
- 1995年（平成7年）11月3日 - 第二版発行[1]
- 2006年（平成18年）10月27日 - 第三版発行[1]
- 2019年（令和元年）9月5日 - 第四版発行[10]

## ラインナップ
紙媒体
第二版では、並版［新装版］・机上版・三分冊 机上版があり、漢字引き・逆引き大辞林も1997年に出版されている。第三版では、いまのところ並版のみ。個人名や会社名を入れられるサービスがある。第三版では、紙媒体の辞書購入特典として、デュアル・ディクショナリーが発表された。
電子媒体
いくつかのポータルサイトや辞書サイトで利用できる。三省堂WebDictionaryは、会員登録によって、スーパー大辞林を含め、外国語辞典なども利用可能となる。カシオやキヤノンなどの電子辞書にも収録されている。PDA用のソフトAirDictionaryもリリースされた。第二版は音声付きCD-ROM スーパー大辞林・コンサイスカタカナ語辞典があり、第三版は株式会社電子辞典から、2007年4月27日に発売された。エルゴソフトの日本語入力システムegbridge Universal 2には最新辞書として『ウィズダム英和・和英辞典』とともに『大辞林』が標準装備されていた。2008年12月5日には、物書堂よりiPhone / iPod touch版がリリースされている。2011年6月30日のアップデートにより、iPadにも対応した。また、ジャストシステムよりATOK用の電子辞書として、『大辞林』が発売されている。